# Nikita Andrejewitsch Wolodin
Nikita Andrejewitsch Wolodin (russisch Никита Андреевич Володин, Aussprache etwa [niˈkita anˈdreːjɘvit͡ɕ vaˈlodin]; englische Transkription Nikita Volodin; * 29. Juni 1999 in Sankt Petersburg) ist ein russischer Eiskunstläufer. Seit der Saison 2023/24 startet er zusammen mit Minerva-Fabienne Hase für Deutschland. Mit ihr gewann er bei den Europameisterschaften 2025 im Paarlauf den Titel.

## Karriere
Wolodin vertrat Russland im Paarlauf zusammen mit Alina Ustimkina bei den Olympischen Jugend-Winterspielen 2016 in Lillehammer. Das Paar gewann dort die Bronzemedaille. In der folgenden Saison wurden sie Sechste bei den Juniorenweltmeisterschaften 2017 in Taipeh. Bei der Tallinn Trophy 2016, einem Wettbewerb der ISU-Challenger-Serie, gewannen sie die Goldmedaille bei den Erwachsenen. 
Im Oktober 2022 begann Wolodin das gemeinsame Training mit Minerva-Fabienne Hase. Mit der Starterlaubnis durch die Internationale Eislaufunion nach der Freigabe aus Russland repräsentiert das Paar seit der Saison 2023/24 in internationalen Wettbewerben Deutschland. Im November 2023 gewann das Paar die Grand Prix in Finnland und Japan. Beim Grand-Prix-Finale in Peking stellten sie mit einem fehlerfreien Kurzprogramm eine Saisonbestleistung auf. In der Kür wurden sie nach einem unsauberen Dreifach-Wurf-Rittberger Zweite hinter Sara Conti und Niccolò Macii. Im Gesamtergebnis gewannen Hase und Wolodin in Peking mit knappem Vorsprung Gold. Bei den Deutschen Meisterschaften 2024 gewannen Hase und Wolodin ihren ersten gemeinsamen Meistertitel. Das Paar vertrat Deutschland bei der Europameisterschaft 2024. Dort erreichten sie im Kurzprogramm Platz 2. Durch einen Sturz beim Dreifach-Wurf-Rittberger und eine abgebrochene Hebung erreichten sie in der Kür jedoch nur den 6. Platz und damit in der Gesamtwertung Platz 5. Bei den Weltmeisterschaften 2024 gewannen Hase und Wolodin mit neuer persönlicher Bestleistung die Bronzemedaille im Paarlauf. 
Im Dezember 2024 gewannen sie zum zweiten Mal in Folge das Grand-Prix-Finale. Bei den Europameisterschaften 2025 in Tallinn gewannen Hase und Wolodin die Goldmedaille im Paarlauf. Sie holten damit die erste deutsche Goldmedaille bei Eiskunstlauf-Europameisterschaften seit 2011.

## Ergebnisse
mit Minerva-Fabienne Hase für Deutschland
| Meisterschaft/Jahr             | 2024    | 2025    |
| ------------------------------ | ------- | ------- |
| Olympische Winterspiele        |         |         |
| Weltmeisterschaften            | 3.      | 2.      |
| Europameisterschaften          | 5.      | 1.      |
| Deutsche Meisterschaften       | 1.      | 1.      |
|                                |         |         |
| Grand-Prix-Wettbewerb / Saison | 2023/24 | 2024/25 |
| Grand-Prix-Finale              | 1.      | 1.      |
| GP Cup of China                |         | 2.      |
| GP Grand Prix de France        |         | 1.      |
| GP Grand Prix Finnland         | 1.      |         |
| GP NHK Trophy                  | 1.      |         |
| CS Lombardia Trophy            | 2.      |         |
| CS Nebelhorn Trophy            | 1.      | 1.      |